# 피어 피치

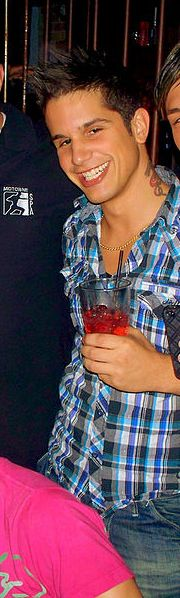
피어 피치

피어 피치(Pierre Fitch, 1981년 11월 1일 ~ )는 캐나다의 게이 포르노 배우이다.